# Långmyrtjärnen (Graninge socken, Ångermanland)
Långmyrtjärnen är en sjö i Sollefteå kommun i Ångermanland och ingår i Indalsälvens huvudavrinningsområde.